# Szedéstükör

A szedéstükör szerkesztése

A szedéstükör a nyomtatott kiadványok margók által határolt területe, vagyis a szedési felület, ahol a szedett szöveg, illusztráció elhelyezkedik. Méretét ciceróban szokás megadni.
Esztétikai szempontból nagyon fontos a szedéstükör és a margók arányának helyes megválasztása. A szedéstükör mérete, alakja valamint a lap síkján való elhelyezéséből adódó margók adják azokat az arányokat, amelyek a kiadvány tipográfiai képét meghatározzák. A szedéstükör mérete és elhelyezkedése a kiadványon belül állandó.
Az élőfej a szedéstükrön belül, az oldalszámok azon kívül helyezkednek el. Szedéstükrön kívülre kerülhetnek széljegyzetek és indokolt esetben kifutó ábrák is.

## Szedéstükör méretezése
A következőkben a szedéstükör méretezését soroljuk fel. Mindent a belső margó alapján számolunk ki.

b – belső margó

f – felső margó

k – külső margó

a – alsó margó

o – oldalarány

### Gutenberg-féle
f=ob

k=2b

a=2ob

### Fibonacci-féle
f=1,5b

k=2,5b

a=4b

### Aranymetszés szerinti
f=1,7b

k=2,4b

a=3,4b

### Kilences felosztású
b=oldalszélesség/9

f=oldalmagasság/9

k=2b

a=2f.

## Külső hivatkozások
- A szedéstükör (Dunaújvárosi Főiskola Tanárképző Intézet)
- A szöveg formázása (Leövey Klára Gimnázium)
- Melyek a tipográfia alapfogalmai? (Alternatív Közgazdasági Gimnázium)